# Novuss
Novuss ist ein aus Estland und Lettland stammendes Geschicklichkeitsspiel für zwei oder für vier Spieler, das Ähnlichkeiten mit Billard und Carrom aufweist.
Der Spieltisch von Novuss ist viereckig, flach und in vier Spielzonen geteilt. Jede Zone gehört zu den Spielscheiben eines Mitspielers. Der Spieltisch hat vier Taschen, in jeder Ecke eine und die Aufgabe der Spieler ist es, die Holzscheiben in diese Taschen zu stoßen. Für das Schießen der Holzscheiben in die Netztaschen an den Ecken steht dem Spieler ein Stock (Queue) zur Verfügung. Das Spiel wird abwechselnd gespielt, jeder Spieler stößt von seiner Seite des Tisches. Spielt man paarweise, so wechseln sich die Paare ab. Diejenige Seite, die zuerst ihre Scheiben in den Taschen hat, hat gewonnen. 
Novuss gehört in die Familie der Billard- und Pool-Spiele. Der Spieltisch besitzt jedoch klappbare Füße und ist transportabel. Außerdem gehören 2 Scheibensets (16 + 16 St.) unterschiedlicher Farben (rot und schwarz) und zwei Stöcke zum Spielset, das vollständig aus Holz gefertigt ist.
Novuss ist sowohl für Kinder als auch für Erwachsene geeignet und leicht erlernbar. Gefordert werden Geschick, Sehschärfe, Reaktion, Genauigkeit und die Fähigkeit, vorauszudenken. 

## Geschichte

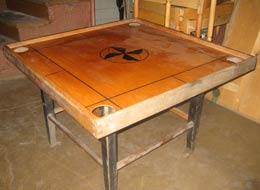
Ein 80-jähriger Novuss-Tisch aus Lettland (Riga, 2006, Novuss Föderation Lettland)

Novuss gilt in Lettland als Nationalsport. Man weiß, dass das Spiel 1927 auftauchte: Matrosen, die englische Häfen anliefen, spielten in den dortigen Kneipen ein ähnliches Spiel. Und so wurde nach Zeichnungen, die aus England mitgebracht wurden, in Lettland der erste Spieltisch hergestellt. Die ersten Tische tauchten in den Häfen von Ventspils, Liepāja, Tallinn und Riga auf, in denen sich das Spiel Novuss auch weiter entwickelte. Die ältesten Aufzeichnungen über die Spielregeln stammen aus dem Jahre 1930 (J. Pillikse und K. Teder “Korona õpetus”, in Estnisch).
Damals wurde es Novuss oder auch Koroona genannt. Es wird angenommen, dass die Bezeichnung Koroona aus Estland stammt, da sich das Spiel in den dortigen Hafenstädten ebenfalls etablierte. Doch in Lettland verbreitete es sich schneller und wurde bald zum Nationalsport. Die ersten Profi-Wettkämpfe fanden 1932 statt und wurden von Albert Raminsch gewonnen.
Die Novuss-Föderation Lettlands wurde am 6. Dezember 1963 gegründet. Seit  1964 werden Landesmeisterschaften im Einzel-, seit 1966 im Mannschaftswettbewerb durchgeführt. Es wurden Herren-, Damen- und Kindermannschaften (bis 15 Jahre) gegründet.
1980 umfasste die Novuss-Sektion 55.000 Mitglieder. Mittlerweile werden Bezirks-, Stadt-, Landes- und Weltmeisterschaften abgehalten. Novuss gehört seit 1993 zu den drei populärsten Sportarten in Lettland.
Das Spiel etablierte sich auch in den USA, Kanada, Israel, Georgien, Ukraine, Australien, England, Russland, Belarus, Polen und Deutschland. Man spielt Novuss/Koroona in Finnland, Schweden, Norwegen und Dänemark. 

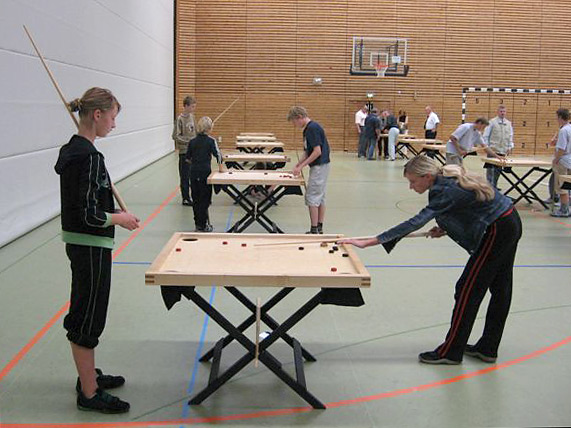
Köln, den 30. September 2006: 1.Baltic Kinderolympiade

Regelmäßig finden internationale Wettkämpfe zwischen Lettland und Estland statt. Seit 1993 werden Weltmeisterschaften durchgeführt, an denen Mannschaften aus den Ländern teilnehmen, in denen Novuss eine gewisse Verbreitung gefunden hat.
Am 30. September 2006 wurde Novuss in das Angebot der 1. Baltic Kinderolympiade aufgenommen.
Im Januar 2010 bestand eine der Kandidaten-Aufgaben in der Pro7-Spielshow „Schlag den Raab“ darin, ein Novuss-Spiel zu gewinnen. Dieses entschied Stefan Raab für sich.
2019 wurde Novuss in das Projekt Erasmus+ aufgenommen.